# Medhi Benatia
Medhi Amine Benatia El Moutaqui (in arabo المهدي أمين بنعطية المتقي‎?; Courcouronnes, 17 aprile 1987) è un dirigente sportivo ed ex calciatore francese naturalizzato marocchino, di ruolo difensore, direttore sportivo dell'Olympique Marsiglia.

## Biografia
Benatia è nato in Francia da padre marocchino e madre francese di origine algerina.

## Caratteristiche tecniche
Di ruolo difensore centrale, è dotato di un'ottima personalità, oltre a essere elegante nei movimenti, veloce, atletico, aggressivo in marcatura e abile nei contrasti, in tackle, negli anticipi e nell'intercettare palloni grazie alla sua ottima lettura del gioco offensivo degli avversari. La sua forza fisica gli consente di essere bravo anche nei colpi di testa.

## Carriera

### Giocatore

#### Club

##### Gli inizi
Benatia muove i primi passi da calciatore nell'Évry e nel Créteil-Lusitanos, prima di entrare nella prestigiosa accademia di INF Clairefontaine.
Decide di entrare nel settore giovanile dell'Olympique Marsiglia, dove rimane per più di quattro anni. Con lo scopo di fare esperienza, nel 2006 viene dato in prestito dapprima al Tours, dove disputa 29 partite, e nella stagione successiva al Lorient, dove tuttavia non scende mai in campo a causa di un grave infortunio al ginocchio.

##### Clermont e Udinese
Tornato a Marsiglia, non trova spazio nella squadra biancazzurra sicché nel giugno 2008 accetta il trasferimento a titolo definitivo al Clermont Foot, club di Ligue 2. Qui riesce a trovare continuità di rendimento e le sue prestazioni iniziano a destare l'interesse di vari club europei. Nel gennaio 2010 viene acquistato dagli italiani dell'Udinese per 500 000 euro, i quali decidono di farlo rimanere in prestito a Clermont sino a fine stagione.

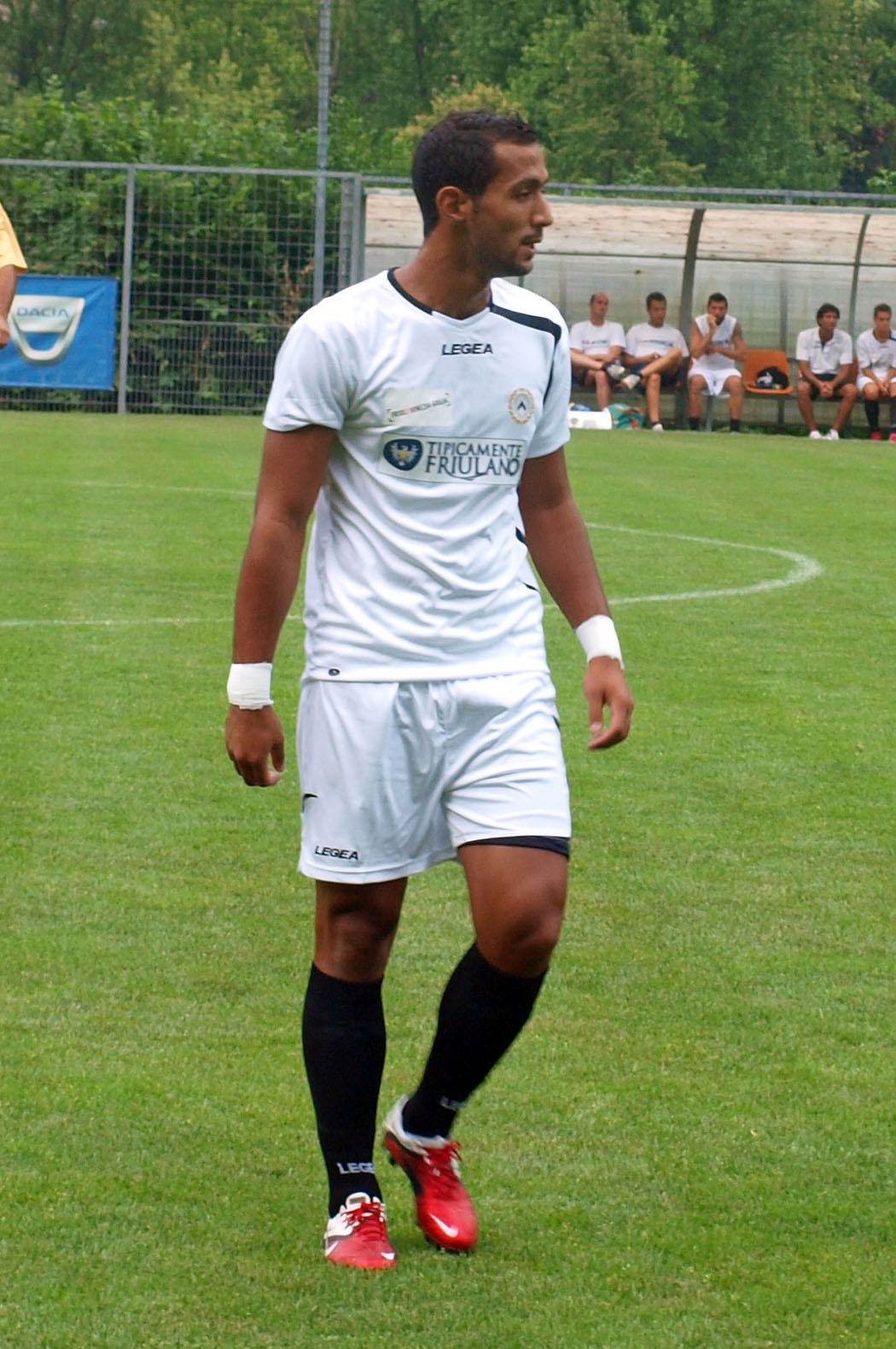
Benatia in allenamento all'Udinese nel 2011

Nell'estate seguente inizia l'esperienza a Udine, esordendo in bianconero l'11 settembre 2010 nella sconfitta 1-2 al Meazza contro l'Inter. Alla sesta giornata di campionato, il successivo 2 ottobre allo stadio Friuli contro il Cesena, segna al 2' di recupero il suo primo gol con la maglia friulana, che vale la vittoria 1-0 e pone fine a una striscia negativa dell'Udinese. All'ottava giornata, contro il Palermo, sigla la sua seconda rete stagionale, aprendo le marcature nel vittorioso 2-1 finale. Ritorna al gol il 13 marzo 2011, alla ventinovesima giornata, quando realizza il gol del vantaggio bianconero sul Cagliari nella trasferta del Sant'Elia poi vinta 4-0 dai friulani. L'Udinese termina la stagione al quarto posto della Serie A, accedendo ai preliminari di Champions League, piazzamento cui Benatia contribuisce con 34 partite e 3 gol.
Nella stagione successiva, iniziata con l'eliminazione dalla Champions League e il ripescaggio in Europa League, realizza un'unica rete in campionato nella partita del 2 ottobre 2011 vinta 2-0 sul Bologna. Il 20 dello stesso mese sigla il suo primo gol nelle competizioni europee, nella vittoria 2-0 sugli spagnoli dell'Atlético Madrid (poi vincitore dell'edizione) valida per la fase a gironi di Europa League. Termina la stagione con un totale di 38 presenze e 2 gol che aiutano l'Udinese a raggiungere la quinta posizione della classifica, accedendo ai preliminari di Europa League.

##### Roma e Bayern Monaco
Nel luglio 2013 la Roma preleva il difensore dall'Udinese per 13,5 milioni di euro (comprensivi delle cessioni in comproprietà verso Udine dei calciatori Valerio Verre e Nico Lopez, rispettivamente per 2,5 e 1 milione). Debutta coi giallorossi il successivo 25 agosto, nella vittoriosa trasferta di campionato sul campo del Livorno (2-0). Il 25 settembre, nella gara esterna contro la Sampdoria vinta 2-0, segna la sua prima rete con la maglia dei capitolini. In questo inizio di stagione a Roma, contribuisce alla striscia-record di 10 successi consecutivi in Serie A, raggiunta dai giallorossi dopo la vittoria casalinga sul Chievo del 31 ottobre 2013. Il successivo 16 novembre entra nella lista dei 25 candidati al titolo di calciatore africano dell'anno, insieme al compagno di squadra Gervinho, dove viene inserito nella Top 11 continentale. Il 22 dicembre realizza al Catania una doppietta, in una partita finita 4-0 per i giallorossi. La positiva e unica stagione a Roma, conclusasi con 37 presenze e 5 reti, gli vale l'inserimento nell'ESM Team of the Year.

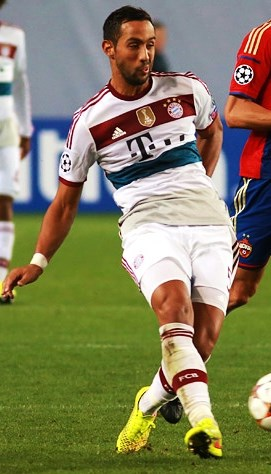
Benatia in azione al Bayern Monaco nel 2014

Nell'agosto 2014 viene acquistato dal Bayern Monaco per 26 milioni di euro (più 4 di bonus). In Baviera vince per due volte il campionato tedesco, cui si aggiunge nella stagione 2015-2016 la Coppa di Germania, i primi trofei della carriera per il franco-marocchino; tuttavia non riesce a imporsi come titolare, sia per qualche infortunio di troppo, sia per la mancata fiducia accordatagli dall'allenatore Pep Guardiola, il tutto sommato anche a problemi di ambientamento in Germania. L'arrivo in rosa di Mats Hummels nell'estate 2016, di fatto preclude ulteriori spazi a Benatia, il quale lascia i Roten dopo due stagioni.

##### Juventus e ultimi anni
Nel luglio 2016, a fronte di un esborso di 3 milioni di euro, il giocatore torna in Italia approdando in prestito alla Juventus. Primo marocchino nella storia dei torinesi, esordisce in maglia bianconera il successivo 27 agosto, nella vittoriosa trasferta di campionato contro la Lazio (1-0). Il 10 marzo 2017 segna il suo primo gol juventino in Serie A, nella classica vinta per 2-1 contro il Milan allo Juventus Stadium. Frattanto il 12 maggio seguente il club piemontese riscatta il cartellino del giocatore dal Bayern Monaco per 17 milioni di euro. Tra il 17 e il 21 maggio, dapprima vince la sua prima Coppa Italia superando in finale la Lazio (2-0), e poi conquista il suo primo scudetto grazie alla vittoria casalinga contro il Crotone (3-0). Il 3 giugno partecipa inoltre alla sua prima finale di Champions League (senza tuttavia scendere in campo), poi persa dai bianconeri contro il Real Madrid (1-4).

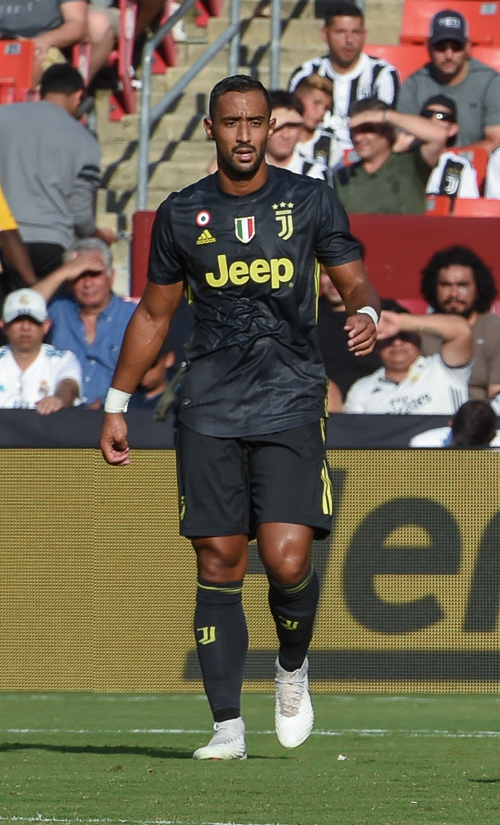
Benatia con la maglia della Juventus nel 2018

Dopo una stagione d'esordio globalmente positiva, ma che non lo vede tra gli inamovibili della squadra sia per la concorrenza nel ruolo, sia perché frenato da una serie di guai fisici, nell'annata seguente la sopravvenuta cessione di Leonardo Bonucci apre al marocchino maggiori spazi al centro della difesa bianconera. Al termine di un campionato che lo vede tra i punti fermi dell'undici titolare, bissa la conquista dello scudetto; infine il 9 maggio 2018, realizzando una doppietta, è tra i protagonisti della vittoriosa finale di Coppa Italia contro i rivali del Milan (4-0).
Questo favorevole periodo va tuttavia a interrompersi nell'estate 2018, quando il ritorno a Torino di Bonucci relega nuovamente Benatia tra le seconde linee. Demotivato per le scarse possibilità d'impiego e spinto anche da ragioni extrasportive, nel gennaio 2019 chiede e ottiene la cessione all'Al-Duhail, che lo acquista per 8 milioni di euro (più bonus). Rimane in forza al club qatariota fino al giugno 2021, quando decide di non rinnovare il proprio contratto in scadenza, concludendo la sua esperienza a Doha con 66 presenze e 2 reti totale. Il 30 luglio dello stesso anno si accasa ai turchi del Fatih Karagümrük, club della Süper Lig. Rimane in rossonero per un semestre, giocando solamente 6 incontri fino al 9 dicembre 2021, giorno in cui annuncia il suo ritiro dal calcio giocato.

#### Nazionale
Ha iniziato a giocare per la nazionale giovanile francese (Under-17), dove ha disputato qualche partita. Successivamente gioca nelle varie nazionali giovanili marocchine, mentre il 19 novembre 2008 fa il suo debutto con la nazionale maggiore, giocando in un'amichevole contro lo Zambia. Il 4 giugno 2011 segna il suo primo gol internazionale nella partita contro l'Algeria. Dal 2013 si alterna la fascia di capitano dei marocchini assieme a Houssine Kharja, mentre dal 2015 diventa ufficialmente il capitano dei Leoni dell'Atlante.
Il 15 marzo 2017 annuncia il temporaneo ritiro dalla rappresentativa marocchina a causa dello scarso impiego con la sua squadra di club, fatto che non riuscirebbe a garantirgli la giusta competitività; torna in nazionale nel successivo settembre, ed è poi convocato per il campionato del mondo 2018 in Russia (a cui il Marocco si qualifica anche grazie a un suo goal nello scontro diretto vinto 2-0 in trasferta contro la Costa d'Avorio), dove disputa le prime due partite del Marocco, eliminato al primo turno con un pareggio e due sconfitte.
Successivamente disputa la Coppa d'Africa 2019, in cui scende in campo in 2 partite della Nazionale eliminata agli ottavi. Il 2 ottobre 2019, dopo 66 partite con 2 reti segnate all'attivo, decide di lasciare la Nazionale.

### Dopo il ritiro
Il 30 novembre 2023 viene nominato consigliere sportivo dell'Olympique Marsiglia, tornando nel club che lo aveva lanciato nel calcio professionistico. L'8 gennaio 2025 viene promosso nel ruolo di direttore sportivo del club marsigliese.

## Statistiche

### Presenze e reti nei club
Statistiche aggiornate al 9 dicembre 2021.
| Stagione             | Squadra              | Campionato           | Campionato | Campionato | Coppe nazionali | Coppe nazionali | Coppe nazionali | Coppe continentali | Coppe continentali | Coppe continentali | Altre coppe | Altre coppe | Altre coppe | Totale | Totale |
| Stagione             | Squadra              | Comp                 | Pres       | Reti       | Comp            | Pres            | Reti            | Comp               | Pres               | Reti               | Comp        | Pres        | Reti        | Pres   | Reti   |
| -------------------- | -------------------- | -------------------- | ---------- | ---------- | --------------- | --------------- | --------------- | ------------------ | ------------------ | ------------------ | ----------- | ----------- | ----------- | ------ | ------ |
| 2006-2007            | Tours                | L2                   | 29         | 0          | CF+CdL          | 0+1             | 0               | -                  | -                  | -                  | -           | -           | -           | 30     | 0      |
| 2007-2008            | Lorient              | L1                   | 0          | 0          | CF+CdL          | 0+1             | 0               | -                  | -                  | -                  | -           | -           | -           | 1      | 0      |
| 2008-2009            | Clermont Foot        | L2                   | 27         | 1          | CF+CdL          | 1+0             | 0               | -                  | -                  | -                  | -           | -           | -           | 28     | 1      |
| 2009-2010            | Clermont Foot        | L2                   | 30         | 1          | CF+CdL          | 0+2             | 0               | -                  | -                  | -                  | -           | -           | -           | 32     | 1      |
| Totale Clermont      | Totale Clermont      | Totale Clermont      | 57         | 2          |                 | 3               | 0               |                    | 0                  | 0                  |             | -           | -           | 60     | 2      |
| 2010-2011            | Udinese              | A                    | 34         | 3          | CI              | 0               | 0               | -                  | -                  | -                  | -           | -           | -           | 34     | 3      |
| 2011-2012            | Udinese              | A                    | 27         | 1          | CI              | 0               | 0               | UCL+UEL            | 2+9                | 0+1                | -           | -           | -           | 38     | 2      |
| 2012-2013            | Udinese              | A                    | 19         | 2          | CI              | 0               | 0               | UCL+UEL            | 2+4                | 0                  | -           | -           | -           | 25     | 2      |
| Totale Udinese       | Totale Udinese       | Totale Udinese       | 80         | 6          |                 | 0               | 0               |                    | 17                 | 1                  |             | -           | -           | 97     | 7      |
| 2013-2014            | Roma                 | A                    | 33         | 5          | CI              | 4               | 0               | -                  | -                  | -                  | -           | -           | -           | 37     | 5      |
| 2014-2015            | Bayern Monaco        | BL                   | 15         | 1          | CG              | 2               | 0               | UCL                | 7                  | 1                  | SG          | 0           | 0           | 24     | 2      |
| 2015-2016            | Bayern Monaco        | BL                   | 14         | 1          | CG              | 1               | 0               | UCL                | 6                  | 0                  | SG          | 1           | 0           | 22     | 1      |
| Totale Bayern Monaco | Totale Bayern Monaco | Totale Bayern Monaco | 29         | 2          |                 | 3               | 0               |                    | 13                 | 1                  |             | 1           | 0           | 46     | 3      |
| 2016-2017            | Juventus             | A                    | 15         | 1          | CI              | 1               | 0               | UCL                | 5                  | 0                  | SI          | 0           | 0           | 21     | 1      |
| 2017-2018            | Juventus             | A                    | 20         | 2          | CI              | 3               | 2               | UCL                | 8                  | 0                  | SI          | 1           | 0           | 32     | 4      |
| 2018-gen. 2019       | Juventus             | A                    | 5          | 0          | CI              | 0               | 0               | UCL                | 1                  | 0                  | SI          | 0           | 0           | 6      | 0      |
| Totale Juventus      | Totale Juventus      | Totale Juventus      | 40         | 3          |                 | 4               | 2               |                    | 14                 | 0                  |             | 1           | 0           | 59     | 5      |
| gen.-giu. 2019       | Al-Duhail            | QSL                  | 7          | 1          | EQC+CSQ         | 0+1             | 0+0             | ACL                | 7                  | 1                  | -           | -           | -           | 15     | 2      |
| 2019-2020            | Al-Duhail            | QSL                  | 18         | 0          | EQC+CSQ         | 0+2             | 0               | ACL                | 6                  | 0                  | -           | -           | -           | 26     | 0      |
| 2020-2021            | Al-Duhail            | QSL                  | 13         | 0          | EQC+CSQ+CQ      | 2+2+1           | 0+0+0           | ACL                | 5                  | 0                  | CdM         | 2           | 0           | 25     | 0      |
| Totale Al-Duhail     | Totale Al-Duhail     | Totale Al-Duhail     | 38         | 1          |                 | 8               | 0               |                    | 18                 | 1                  |             | 2           | 0           | 66     | 2      |
| lug.-dic. 2021       | Fatih Karagümrük     | SL                   | 6          | 0          | CT              | 0               | 0               | -                  | -                  | -                  | -           | -           | -           | 6      | 0      |
| Totale carriera      | Totale carriera      | Totale carriera      | 306        | 18         |                 | 23              | 2               |                    | 62                 | 3                  |             | 4           | 0           | 395    | 23     |

### Cronologia presenze e reti in nazionale
| Cronologia completa delle presenze e delle reti in nazionale ― Marocco | Cronologia completa delle presenze e delle reti in nazionale ― Marocco | Cronologia completa delle presenze e delle reti in nazionale ― Marocco | Cronologia completa delle presenze e delle reti in nazionale ― Marocco | Cronologia completa delle presenze e delle reti in nazionale ― Marocco | Cronologia completa delle presenze e delle reti in nazionale ― Marocco | Cronologia completa delle presenze e delle reti in nazionale ― Marocco | Cronologia completa delle presenze e delle reti in nazionale ― Marocco |
| Data                                                                   | Città                                                                  | In casa                                                                | Risultato                                                              | Ospiti                                                                 | Competizione                                                           | Reti                                                                   | Note                                                                   |
| ---------------------------------------------------------------------- | ---------------------------------------------------------------------- | ---------------------------------------------------------------------- | ---------------------------------------------------------------------- | ---------------------------------------------------------------------- | ---------------------------------------------------------------------- | ---------------------------------------------------------------------- | ---------------------------------------------------------------------- |
| 19-11-2008                                                             | Casablanca                                                             | Marocco                                                                | 3 – 0                                                                  | Zambia                                                                 | Amichevole                                                             | -                                                                      | 46’                                                                    |
| 31-3-2009                                                              | Lisbona                                                                | Angola                                                                 | 0 – 2                                                                  | Marocco                                                                | Amichevole                                                             | -                                                                      |                                                                        |
| 7-6-2009                                                               | Yaoundé                                                                | Camerun                                                                | 0 – 0                                                                  | Marocco                                                                | Qual. Mondiali 2010                                                    | -                                                                      |                                                                        |
| 20-6-2009                                                              | Rabat                                                                  | Marocco                                                                | 0 – 0                                                                  | Togo                                                                   | Qual. Mondiali 2010                                                    | -                                                                      |                                                                        |
| 12-8-2009                                                              | Rabat                                                                  | Marocco                                                                | 1 – 1                                                                  | Rep. del Congo                                                         | Amichevole                                                             | -                                                                      |                                                                        |
| 6-9-2009                                                               | Lomé                                                                   | Togo                                                                   | 1 – 1                                                                  | Marocco                                                                | Qual. Mondiali 2010                                                    | -                                                                      |                                                                        |
| 10-10-2009                                                             | Libreville                                                             | Gabon                                                                  | 3 – 1                                                                  | Marocco                                                                | Qual. Mondiali 2010                                                    | -                                                                      |                                                                        |
| 14-11-2009                                                             | Fes                                                                    | Marocco                                                                | 0 – 2                                                                  | Camerun                                                                | Qual. Mondiali 2010                                                    | -                                                                      | 82’                                                                    |
| 11-8-2010                                                              | Rabat                                                                  | Marocco                                                                | 0 – 0                                                                  | Guinea Equatoriale                                                     | Amichevole                                                             | -                                                                      |                                                                        |
| 4-9-2010                                                               | Rabat                                                                  | Marocco                                                                | 0 – 0                                                                  | Rep. Centrafricana                                                     | Qual. Coppa d'Africa 2012                                              | -                                                                      |                                                                        |
| 9-10-2010                                                              | Dar es Salaam                                                          | Tanzania                                                               | 0 – 1                                                                  | Marocco                                                                | Qual. Coppa d'Africa 2012                                              | -                                                                      |                                                                        |
| 17-11-2010                                                             | Belfast                                                                | Irlanda del Nord                                                       | 1 – 1                                                                  | Marocco                                                                | Amichevole                                                             | -                                                                      | 78’                                                                    |
| 9-2-2011                                                               | Marrakech                                                              | Marocco                                                                | 3 – 0                                                                  | Niger                                                                  | Amichevole                                                             | -                                                                      | 55’ 76’                                                                |
| 27-3-2011                                                              | Annaba                                                                 | Algeria                                                                | 1 – 0                                                                  | Marocco                                                                | Qual. Coppa d'Africa 2012                                              | -                                                                      |                                                                        |
| 4-6-2011                                                               | Marrakech                                                              | Marocco                                                                | 4 – 0                                                                  | Algeria                                                                | Qual. Coppa d'Africa 2012                                              | 1                                                                      |                                                                        |
| 4-9-2011                                                               | Bangui                                                                 | Rep. Centrafricana                                                     | 0 – 0                                                                  | Marocco                                                                | Qual. Coppa d'Africa 2012                                              | -                                                                      |                                                                        |
| 9-10-2011                                                              | Marrakech                                                              | Marocco                                                                | 3 – 1                                                                  | Tanzania                                                               | Qual. Coppa d'Africa 2012                                              | -                                                                      |                                                                        |
| 23-1-2012                                                              | Libreville                                                             | Marocco                                                                | 1 – 2                                                                  | Tunisia                                                                | Coppa d'Africa 2012 - 1º turno                                         | -                                                                      | 33’                                                                    |
| 27-1-2012                                                              | Libreville                                                             | Gabon                                                                  | 3 – 2                                                                  | Marocco                                                                | Coppa d'Africa 2012 - 1º turno                                         | -                                                                      | 90+5’                                                                  |
| 29-2-2012                                                              | Marrakech                                                              | Marocco                                                                | 2 – 0                                                                  | Burkina Faso                                                           | Amichevole                                                             | -                                                                      |                                                                        |
| 25-5-2012                                                              | Marrakech                                                              | Marocco                                                                | 0 – 1                                                                  | Senegal                                                                | Amichevole                                                             | -                                                                      |                                                                        |
| 2-6-2012                                                               | Banjul                                                                 | Gambia                                                                 | 1 – 1                                                                  | Marocco                                                                | Qual. Mondiali 2014                                                    | -                                                                      |                                                                        |
| 9-6-2012                                                               | Marrakech                                                              | Marocco                                                                | 2 – 2                                                                  | Costa d'Avorio                                                         | Qual. Mondiali 2014                                                    | -                                                                      |                                                                        |
| 15-8-2012                                                              | Rabat                                                                  | Marocco                                                                | 1 – 2                                                                  | Guinea                                                                 | Amichevole                                                             | -                                                                      |                                                                        |
| 13-10-2012                                                             | Marrakech                                                              | Marocco                                                                | 4 – 0                                                                  | Mozambico                                                              | Qual. Coppa d'Africa 2013                                              | -                                                                      |                                                                        |
| 8-1-2013                                                               | Johannesburg                                                           | Zambia                                                                 | 0 – 0                                                                  | Marocco                                                                | Amichevole                                                             | -                                                                      | 46’                                                                    |
| 12-1-2013                                                              | Johannesburg                                                           | Namibia                                                                | 1 – 2                                                                  | Marocco                                                                | Amichevole                                                             | -                                                                      | 34’ 84’                                                                |
| 19-1-2013                                                              | Johannesburg                                                           | Angola                                                                 | 0 – 0                                                                  | Marocco                                                                | Coppa d'Africa 2013 - 1º Turno                                         | -                                                                      | 56’                                                                    |
| 23-1-2013                                                              | Durban                                                                 | Marocco                                                                | 1 – 1                                                                  | Capo Verde                                                             | Coppa d'Africa 2013 - 1º Turno                                         | -                                                                      |                                                                        |
| 27-1-2013                                                              | Durban                                                                 | Marocco                                                                | 2 – 2                                                                  | Sudafrica                                                              | Coppa d'Africa 2013 - 1º Turno                                         | -                                                                      |                                                                        |
| 14-8-2013                                                              | Tangeri                                                                | Marocco                                                                | 1 – 2                                                                  | Burkina Faso                                                           | Amichevole                                                             | -                                                                      | cap.                                                                   |
| 11-10-2013                                                             | Agadir                                                                 | Marocco                                                                | 1 – 1                                                                  | Sudafrica                                                              | Amichevole                                                             | -                                                                      | 80’ cap.                                                               |
| 23-5-2014                                                              | Faro                                                                   | Mozambico                                                              | 0 – 4                                                                  | Marocco                                                                | Amichevole                                                             | -                                                                      | cap.                                                                   |
| 9-10-2014                                                              | Marrakech                                                              | Marocco                                                                | 4 – 0                                                                  | Rep. Centrafricana                                                     | Amichevole                                                             | -                                                                      | 70’ cap.                                                               |
| 13-10-2014                                                             | Marrakech                                                              | Marocco                                                                | 3 – 0                                                                  | Kenya                                                                  | Amichevole                                                             | -                                                                      | cap.                                                                   |
| 13-11-2014                                                             | Agadir                                                                 | Marocco                                                                | 6 – 1                                                                  | Benin                                                                  | Amichevole                                                             | -                                                                      | cap.                                                                   |
| 28-3-2015                                                              | Agadir                                                                 | Marocco                                                                | 0 – 1                                                                  | Uruguay                                                                | Amichevole                                                             | -                                                                      |                                                                        |
| 12-6-2015                                                              | Agadir                                                                 | Marocco                                                                | 1 – 0                                                                  | Libia                                                                  | Qual. Coppa d'Africa 2017                                              | -                                                                      |                                                                        |
| 12-11-2015                                                             | Agadir                                                                 | Marocco                                                                | 2 – 0                                                                  | Guinea Equatoriale                                                     | Qual. Mondiali 2018                                                    | -                                                                      | cap.                                                                   |
| 15-11-2015                                                             | Bata                                                                   | Guinea Equatoriale                                                     | 1 – 0                                                                  | Marocco                                                                | Qual. Mondiali 2018                                                    | -                                                                      | cap.                                                                   |
| 27-5-2016                                                              | Tangeri                                                                | Marocco                                                                | 2 – 0                                                                  | Rep. del Congo                                                         | Amichevole                                                             | -                                                                      | cap.                                                                   |
| 3-6-2016                                                               | Radès                                                                  | Libia                                                                  | 1 – 1                                                                  | Marocco                                                                | Qual. Coppa d'Africa 2017                                              | -                                                                      | cap.                                                                   |
| 31-8-2016                                                              | Scutari                                                                | Albania                                                                | 0 – 0                                                                  | Marocco                                                                | Amichevole                                                             | -                                                                      | cap. 64’                                                               |
| 12-11-2016                                                             | Marrakech                                                              | Marocco                                                                | 0 – 0                                                                  | Costa d'Avorio                                                         | Qual. Mondiali 2018                                                    | -                                                                      | cap.                                                                   |
| 9-1-2017                                                               | al-Ayn                                                                 | Marocco                                                                | 0 – 1                                                                  | Finlandia                                                              | Amichevole                                                             | -                                                                      | cap.                                                                   |
| 16-1-2017                                                              | Oyem                                                                   | RD del Congo                                                           | 1 – 0                                                                  | Marocco                                                                | Coppa d'Africa 2017 - 1º turno                                         | -                                                                      | cap.                                                                   |
| 20-1-2017                                                              | Oyem                                                                   | Marocco                                                                | 3 – 1                                                                  | Togo                                                                   | Coppa d'Africa 2017 - 1º turno                                         | -                                                                      | cap.                                                                   |
| 24-1-2017                                                              | Oyem                                                                   | Marocco                                                                | 1 – 0                                                                  | Costa d'Avorio                                                         | Coppa d'Africa 2017 - 1º turno                                         | -                                                                      | cap. 30’                                                               |
| 29-1-2017                                                              | Port-Gentil                                                            | Egitto                                                                 | 1 – 0                                                                  | Marocco                                                                | Coppa d'Africa 2017 - Quarti di finale                                 | -                                                                      | cap.                                                                   |
| 1-9-2017                                                               | Rabat                                                                  | Marocco                                                                | 6 – 0                                                                  | Mali                                                                   | Qual. Mondiali 2018                                                    | -                                                                      | cap.                                                                   |
| 5-9-2017                                                               | Bamako                                                                 | Mali                                                                   | 0 – 0                                                                  | Marocco                                                                | Qual. Mondiali 2018                                                    | -                                                                      | cap.                                                                   |
| 7-10-2017                                                              | Casablanca                                                             | Marocco                                                                | 3 – 0                                                                  | Gabon                                                                  | Qual. Mondiali 2018                                                    | -                                                                      | cap.                                                                   |
| 11-11-2017                                                             | Abidjan                                                                | Costa d'Avorio                                                         | 0 – 2                                                                  | Marocco                                                                | Qual. Mondiali 2018                                                    | 1                                                                      | cap.                                                                   |
| 23-3-2018                                                              | Torino                                                                 | Serbia                                                                 | 1 – 2                                                                  | Marocco                                                                | Amichevole                                                             | -                                                                      | cap.                                                                   |
| 31-5-2018                                                              | Ginevra                                                                | Marocco                                                                | 0 – 0                                                                  | Ucraina                                                                | Amichevole                                                             | -                                                                      | cap. 46’                                                               |
| 4-6-2018                                                               | Ginevra                                                                | Slovacchia                                                             | 1 – 2                                                                  | Marocco                                                                | Amichevole                                                             | -                                                                      | cap.                                                                   |
| 9-6-2018                                                               | Tallinn                                                                | Estonia                                                                | 1 – 3                                                                  | Marocco                                                                | Amichevole                                                             | -                                                                      | cap. 46’                                                               |
| 15-6-2018                                                              | San Pietroburgo                                                        | Marocco                                                                | 0 – 1                                                                  | Iran                                                                   | Mondiali 2018 - 1º turno                                               | -                                                                      | cap.                                                                   |
| 20-6-2018                                                              | Mosca                                                                  | Portogallo                                                             | 1 – 0                                                                  | Marocco                                                                | Mondiali 2018 - 1º turno                                               | -                                                                      | cap. 40’                                                               |
| 16-11-2018                                                             | Casablanca                                                             | Marocco                                                                | 2 – 0                                                                  | Camerun                                                                | Qual. Coppa d'Africa 2019                                              | -                                                                      | cap.                                                                   |
| 20-11-2018                                                             | Radès                                                                  | Tunisia                                                                | 0 – 1                                                                  | Marocco                                                                | Amichevole                                                             | -                                                                      | cap. 46’                                                               |
| 26-3-2019                                                              | Tangeri                                                                | Marocco                                                                | 0 – 1                                                                  | Argentina                                                              | Amichevole                                                             | -                                                                      | cap. 44’ 61’                                                           |
| 12-6-2019                                                              | Marrakech                                                              | Marocco                                                                | 0 – 1                                                                  | Gambia                                                                 | Amichevole                                                             | -                                                                      | cap. 46’                                                               |
| 16-6-2019                                                              | Marrakech                                                              | Marocco                                                                | 2 – 3                                                                  | Zambia                                                                 | Amichevole                                                             | -                                                                      | cap. 90’                                                               |
| 23-6-2019                                                              | Il Cairo                                                               | Marocco                                                                | 1 – 0                                                                  | Namibia                                                                | Coppa d'Africa 2019 - 1º turno                                         | -                                                                      | cap.                                                                   |
| 28-6-2019                                                              | Il Cairo                                                               | Marocco                                                                | 1 – 0                                                                  | Costa d'Avorio                                                         | Coppa d'Africa 2019 - 1º turno                                         | -                                                                      | cap.                                                                   |
| Totale                                                                 |                                                                        | Presenze                                                               | 66                                                                     |                                                                        | Reti                                                                   | 2                                                                      |                                                                        |

## Palmarès

### Club
- Campionato tedesco: 2

Bayern Monaco: 2014-2015, 2015-2016
- Coppa di Germania: 1

Bayern Monaco: 2015-2016
- Campionato italiano: 2

Juventus: 2016-2017, 2017-2018
- Coppa Italia: 2

Juventus: 2016-2017, 2017-2018
- Supercoppa italiana: 1

Juventus: 2018
- Coppa dell'Emiro del Qatar: 1

Al-Duhail: 2019
- Campionato qatariota: 1

Al-Duhail: 2019-2020

### Individuale
- Africa Finest XI del Calciatore africano dell'anno: 1

2013
- ESM Team of the Year: 1

2013-2014
- CAF Team of the Year: 4

2012-2013, 2013-2014, 2014-2015, 2017-2018
- Gran Galà del calcio AIC: 1

Squadra dell'anno: 2014
- Globe Soccer Awards: 1

Premio speciale: 2014
- Squadra maschile CAF del decennio 2011-2020 IFFHS: 1

2020